# Dysidea perfistulata
Dysidea perfistulata är en svampdjursart som beskrevs av Gustavo Pulitzer-Finali och Pronzato 1980. Dysidea perfistulata ingår i släktet Dysidea och familjen Dysideidae. Inga underarter finns listade i Catalogue of Life.